# Линеен кораб (ветроход)
Вижте пояснителната страница за други значения на Линеен кораб.
Лине́ен кораб (на английски: ship-of-the-line; на френски: navire de ligne) е клас ветроходни бойни кораби. Ветроходните линейни кораби се характеризират със следните особености: пълна водоизместимост от 500 до 5500 тона, въоръжение, включващо от 30—50 до 135 оръдия в бордови портове (амбразури) (разположени на 2 – 4 дека), числеността на екипажа им съставлява от 300 до 800 души при пълна окомплектовка. Ветроходните линейни кораби се строят и използват от XVII век и до началото на 1860-те години за морски сражения с използването на линейната тактика.
През 1907 г. „линеен кораб“ (съкратено – линкор) е кръстен нов клас броненосни артилерийски кораби с водоизместимост от 20 хил. до 64 хил. тона. Ветроходните линейни кораби не са наричани линкори.

## История
| „                                       | През отдавна отминалите времена … в открито море той [линейният кораб] не се страхува от нищо. Няма и сянка съмнение за чувството на беззащитност от възможни атаки на миноносци, подводници или авиация, нито трепетни мисли за вражески мини или авиоторпеда, не съществува нищо, с изключение може би на жестока буря, засядане на подветрения бряг или съсредоточената атака на няколко равностойни противника, което да може да разколебае гордата увереност на ветроходния линеен кораб в собствената му несъкрушимост, носена от него с пълното право за това. | “ |
| Оскар Паркс, Линкоры Британской Империи | |   |

### Предистория
За появата на линейните кораби като основна сила във военноморските флотове има множество свързани помежду си технически достижения и обстоятелства.
Считаната днес за класическа технология в строителството на дървени кораби – отначало скелето, след това обшивката – се формира в средиземноморския басейн в течение на I хилядолетие от н.е. и започва да доминира в началото на следващото. Благодарение на своите преимущества тя с времето измества битуващите способи за строителство започващи от обшивката: използваните в Средиземноморието римски, с обшивка, състояща се от дъски, краищата на които се съединяват с шипове, и битуващият от Русия до Страната на Баските в Испания клинкерен метод, със захлупваща обшивка и с вграждане в готовия корпус на напречни ребра-опори. В южна Европа този преход окончателно се случва до средата на XIV век, в Англия – около 1500 г., а в Северна Европа търговските съдове с клинкерна обшивка (холки) се строят и през XVI век, възможно и по-късно. В болшинството европейски езици този способ се обозначава с производни от думата carvel (à carvel, carvel-built, Kraweelbauweise) – вероятно, от caravel, „каравела“, т.е., изначално – кораб, построен започвайки от скелето и с гладка обшивка.
Новата технология дава на корабостроителите цял ред преимущества. Наличието на скеле при кораба позволява предварително точно да се определят неговите размери и характера на обводите, което при предишната технология стават напълно очевидни едва в процеса на построяването. Оттогава и до днес корабите се строят по предварително утвърдени планове. Освен това новата технология позволява съществено да се увеличат габаритите на корабите, – както като следствие от по-голямата здравина на корпуса, така и поради снижаването на изискванията към ширината на дъските, използвани за набор на обшивката, което позволява да се използва за строителството на кораби по-некачествена дървесина. Също намаляват изискванията относно квалификацията на задействаната в строителството работна сила, което позволява корабите да се строят по-бързо и в много по-големи количества, отколкото по-рано.
В периода XIV – XV век на корабите започва да се използва барутната артилерия, обаче първоначално, поради силата на закостенялото мислене, тя се разполага на предназначените за лъконосците надстройки: форкастел и ахтеркастел, което ограничава допустимата маса на оръдията от съображения за съхраняване на устойчивостта. По-късно артилерията започва да се поставя надлъжно на борда в средата на кораба, което доста намалява ограниченията за маса и следователно за калибъра на оръдията, обаче насочването им към целта е доста затруднено, тъй като огънят се води през направени според размера на ствола на оръдието кръгли отвори в бордовете, които в походно положение се затварят отвътре. Истинските оръдейни портове с капаци се появяват едва към края на XV век, което открива пътя към създаването на тежковъоръжените артилерийски кораби. Наистина зареждането на оръдията все още си остава голям проблем – даже по времето на Mary Rose най-съвършените към онова време дулнозарядни оръдия се налага да бъдат зареждани извън корпуса, тък като тясното вътрешно пространство на оръдейната палуба на корабите от тази епоха не позволява те да се вкарват вътре (именно поради това на корабите дълго време се използват заднозарядните бомбарди, които са доста ненадеждни и по своите характеристики отстъпват на съвременните им дулнозарядни оръдия). Поради това презареждането на оръдията по време на бой е практически изключено – тежката артилерия се пази за един-единствен, за целия бой, залп – непосредствено преди абордажното меле. Обаче този залп нерядко и решава изхода на целия бой.
Едва към втората четвърт на XVI век започват да се появяват кораби, конструкцията на които допуска удобно презареждане на тежката артилерия в хода на боя, което позволява да се води огън чрез повтарящи се залпове от голяма дистанция, без да се рискува възможността от използването ѝ в случай на сближаване на дистанция за абордаж. Така например испанеца Алонсо де Чавес в труда си „Еспехо де Навегантес“ („Огледалото на навигатора“), публикуван през 1530 г., препоръчва да се раздели флотът на две части: първата се сближава с противника и води класически абордажен бой, втората, действайки по фланговете на главните сили, го изтощава с артилерийски огън от голяма дистанция. Тези препоръки са развити от британските моряци и използвани в хода на Англо-испанската война.
И така през XVI век се случва пълна промяна в характера на морските сражения: гребните галери, като основни бойни кораби в течение на хилядолетия, отстъпват мястото си на въоръжените с артилерия ветроходи, а абордажният бой – на артилерийския.
Масовото производство на тежки артилерийски оръдия в течение на дълго време е доста затруднено. За това плътно до XIX век най-големите от поставяните на корабите си остават 32 – 42-фунтовите оръдия (според масата на съответстващото плътно чугунено гюле), с диаметър на канала (ствола) не повече от 170 мм. Но и работа с тях при зареждането и насочването им е доста усложнена поради липсата на механизация и сервомеханизми – теглото на тези оръдия е по няколко тона всяко, което обуславя необходимостта от огромен по численост оръдеен разчет. За това в течение на столетия корабите се стараят да бъдат въоръжени с колкото се може по-голям брой сравнително неголеми оръдия, разполагащи се надлъжно на борда. Заедно с това, от съображения за здравина дължината на военния кораб с дървен корпус е ограничена примерно до 70 – 80 метра, което ограничава и дължината на бордовата батарея: няколкото десетки тежки оръдия може да бъдат разположени само на няколко реда един над друг. Така възникват военните кораби с няколко закрити оръдейни палуби – декове – носещи от няколко десетки до стотина и повече оръдия с различен калибър.
През XVI век в Англия започват да използват ляти чугунени оръдия, които са голям технологичен пробив благодарение на по-ниската си стойност спрямо бронзовите и по-малко трудоемки за направа в сравнение с железните, и при това обладаващи по-добри характеристики. Превъзходството в корабната артилерия се проявява по време на боевете на английската флота с Непобедимата армада (1588 г.) и започва оттогава да определя силата на флотата на всяка държава, изпращайки в историята масовите абордажни схватки. След това абордажът се използва изключително за превземането на извадения от строй с огъня на оръдията вражески съд. Артилерията достига към този момент определена степен на съвършенство, характеристиките на оръдията малко или повече се стабилизират, което позволява по броя на оръдията достатъчно точно да се определя и силата на бойния кораб, да се измислят и системи за тяхната класификация.
В средата на XVII век се появяват първите научни системи за проектиране на кораби и методи за математическото им моделиране. Въведеният в практиката около 1660-те години от английския корабостроител Антъни Дин метод за определяне на водоизместимостта и нивото на водолинията на кораба на основа неговата пълна маса и форма на обводите позволява предварително да се пресметне, на каква височина от повърхността на водата ще се намират портовете на най-долния оръдеен дек, и по съответния начин да се разполагат палубите и оръдията още на стапела – преди това за същото е нужно да се спусне корпуса на кораба на вода. Това позволява още на етап проектиране да се определи огневата мощ на бъдещия кораб, а също да се избегнат произшествия, подобни на случилото се с шведския „Васа“, поради прекалено нискоразположените му оръдейни портове. Освен това на корабите с мощна артилерия част от оръдейните портове задължително са през шпангоутите. Силови са само шпангоутите, непрерязани с портове, за това е важно и точното изчисляване на тяхното взаимно разположение.

### История на възникването
Непосредствени предшественици на линейните кораби са тежковъоръжените галеони, караки и т.нар. „големи кораби“ (Great Ships). За първия специално построен артилерийски кораб понякога се счита английският „Мери Роуз“ (1510) – макар всъщност той да съхранява много черти, говорещи за ориентацията му преди всичко към абордажен бой (много високите надстройки кули на носа и кърмата, противоабордажните мрежи, разтягани над палубата в средната част на корпуса по време на боя, многобройната абордажна команда, броят на войниците, който е практически равен на числеността на корабните матроси) и по същество представлява по-скоро преходен тип към добре въоръжения артилерийски кораб. Португалците приписват честта за тяхното изобретяване на своя крал Жуау II (1455 – 1495), заповядал да се въоръжат с тежки оръдия няколко каравели.
До края на XVI – XVII век няма строго установен строй в сраженията, след сближаването на противоборстващите страни морският бой се превръщал в безпорядъчно меле между отделните кораби. Страшно оръжие в такива условия са брандерите – стари кораби, които са натъпкани със запалими и взривни вещества, които се запалват и се пускат към неприятеля.
Използването в боя на строй в килватерни колони започва близо към края на XVI век, обаче за неговото повсеместно навлизане отиват не по-малко от 100 години (1590 – 1690), тъй като използването на линейната тактика изисква специфични изменения в конструкцията на корабите, а също и въвеждането на определена степен на стандартизация. В този период британският Кралски флот във военно време се състои от „ядро“ бойни кораби от специална постройка и многобройни реквизирани „търговци“. Обаче скоро става ясно, че при линейното построение такава разнородност от кораби по мореходни и бойни качества е крайно неудобна – по-слабите кораби се оказват при поставянето им в линията на баталия „слабото звено“ във веригата поради по-лошите им ходови качества и по-малката им устойчивост към огъня на неприятеля. Именно тогава се случва окончателното разделение на ветроходните кораби на бойни и търговски, като първите са разделени според числото на оръдията им на няколко категории – рангове. Принадлежността на корабите към един ранг гарантира тяхната способност да действат в общ строй.
Първите истински линейни кораби се появяват във флотите на европейските страни в началото на XVII век, а за първи трипалубен (тридеков) линеен кораб се счита 55-пушечният HMS Prince Royal (1610). Той е последван от още по-големия и по-добре въоръжен трипалубен 100-оръдеен HMS Sovereign of the Seas (1637), който е едни от най-големите (и най-скъпият) кораб на своето време.
Французите отговарят със залагането на двудечния 72-оръдеен линеен кораб La Couronne (1636), който задава стандарта на по-умерения по размери и по-евтин, но все още достатъчно мощен линеен кораб. Това слага началото на многогодишната „гонка във въоръженията“ между главните европейски военноморски държави, основният инструмент на която са именно линейните кораби.
Линейните кораби са по-леки и по-къси от съществуващите по онова време „кораби кули“ – галеоните, което им позволява по-бързо да се построят в линия с борда към противника, когато носът на последващия кораб гледа към кърмата на предходния.
Също линейните кораби се отличават от галеоните с правите си платна на бизанмачтата (при галеоните също има от три до пет мачти, от които обичайно една или две са „сухи“, с косо ветрилно въоръжение), липсата на дълъг хоризонтален галюн на носа и правоъгълна кула на кърмата, и максималното използване на надводната площ на бордовете за оръдията. По-ниският корпус повишава устойчивостта, което позволява да се увеличи площта на ветрилата, с поставянето на по-високи мачти. Линейният кораб е по-маневрен и по-силен от галеона в артилерийския бой, а в същото време, галеонът е по-добре приспособен за абордажен бой. За разлика от галеоните, които се използват и за превоз на търговски товари, линейните кораби се строят изключително за морски бой, и само като изключение понякога вземат на борда си известен брой войска.
Появилите се в резултат на това многопалубни ветроходни линейни кораби за повече от 250 години се явяват основното средство за воденето на войната по море и позволяват на такива страни като Холандия, Великобритания и Испания да създадат огромни търговски империи.
Към средата на XVII век възниква ясно разделение сред линейните кораби по класове в зависимост от предназначението, като основа за класификацията става броят на оръдията. Така например старите двудечни (с две закрити оръдейни палуби) кораби, имащи около 50 оръдия, се оказват недостатъчно силни за линейния бой в състава на ескадра, и се използват основно за ескорт на конвоите. Двупалубните линейни кораби, носещи от 64 до 90 оръдия, съставляват основната част на военните флотове, като в същото време три- или даже четирипалубните кораби (98 – 144 оръдия) изпълняват ролята на флагмани. Флот от 10 – 25 такива кораба позволява да се контролират морските търговски линии и в случай на война те да се затварят за противника.
Линейните кораби следва да се отличават от фрегатите. Фрегатите имат или само една закрита батарея, или една закрита и една открита на горната палуба. Ветрилното стъкмяване на линейните кораби и фрегатите е принципно еднакво – три мачти, на всяка от които присъстват прави платна. Изначално фрегатите отстъпват на линейните кораби по ходови качества, имайки превъзходство само в далечината на плаване и по автономност. Обаче като следствие от подобряването на обводите в подводната част на корпуса позволява на фрегатите при същата площ ветрила да развиват по-висока скорост, правейки ги най-бързоходните сред големите военни кораби (по-бързи от фрегатите са само появилите се през XIX век в състава на някои от флотите въоръжени клипери, обаче те са доста специфичен тип кораби, като цяло малкопригодни за военни действия). Линейните кораби на свой ред превъзхождат фрегатите по огнева мощ на артилерията (често и по няколко пъти) и по височина на бордовете (което е актуално при абордаж и отчасти от гледна точка на мореходността), но им отстъпват по скорост и далечина на крайцерското плаване, а също и не могат да действат в плитки води.

### Тактика на линейните кораби
| „             | С увеличаването на силата на военния кораб и с усъвършенстването на неговите мореходни и бойни качества се проявява и равносилния успех в изкуството да се ползват от него... По мера това как морските еволюции ги прави по-искусни, тяхната важност расте от ден на ден. На тези еволюции им трябва база, пункт, от който те да тръгват и към който да могат да се връщат. Флотът от военни кораби трябва да бъде винаги готов да посрещне неприятеля, логично е за това, за такава база за морските еволюции да бъде бойният строй. Нататък с отказа от галерите почти цялата артилерия се премества по борда на кораба, за това и възниква необходимостта да се държи корабът винаги в такова положение, че неприятеля да е по траверса. От друга страна необходимо е, за да не може нито един кораб от своя флот да не може да попречи на стрелбата по неприятелските съдове. Само един строй позволява да се удовлетворят напълно тези изисквания, това е строй в килватер. Последният за това е избран, за единствен боен строй, а следователно и като базис за цялата тактика на флота. В същото време осъзнават, че за това да не може бойният строй, тази дълга тънка линия от оръдия, да бъде повреден или разкъсан в най-слабата му точка, е необходимо в него да влизат само съдове ако не с равна сила, то, в крайна сметка, с еднакво силни бордове. Логически произтича оттук, че едновременно с това, както килватерната колона става окончателно бойния строй, се постановява различието между линейните кораби, които едни са предназначени само за него, и по-малките съдове, които са с други цели. | “ |
| Алфред Махеан | |   |

Самият термин „линеен кораб“ възниква вследствие на това, че в боя многопалубните кораби започват да се построяват в линия един зад друг – така че по време на своя залп да са обърнати към противника с борда, защото най-големите поражения по целта ще нанесе залп от всичките бордови оръдия. Такава тактика се нарича линейна. Построението в линия по време на морски бой започва да се използва във флотите на Англия, Испания и Нидерландия в началото на XVII век и се счита за основно до средата на XIX. Линейната тактика също добре защитава водещата бой ескадра от атаките на брандери.
Следва да се отбележи, че в ред случаи флотите, състоящи се от линейни кораби, могат да варират в тактиката, често отстъпвайки от каноните на класическата престрелка на две плаващи с паралелни курсове в килватерни колони. Така например при Кампердаун англичаните не успяват да се построят в правилна килватерна колона и атакуват холандската линия на баталия в строй, близък към строя на фронт с последващо безпорядъчно меле, а при Трафалгар атакуват френската линия в две плаващи напряко колони, грамотно използвайки преимуществата на напречния огън, нанасящ на неразделените от напречни прегради дървени кораби огромни щети (при Трафалгар адмирал Нелсън използва тактиката, разработена от адмирал Ушаков). Макар това и да са излизащи от практиката случаи, все пак даже в рамките на общата парадигма на линейната тактика за командващия ескадрата нерядко остава достатъчно пространство за смел маньовър, а за командирите на корабите за проява на собствена инициатива.

### Особености на конструкцията и бойни качества
Макар по сравнение с изцяло металните кораби от последващите епохи дървените линейни кораби да са сравнително малки, те представляват съоръжения с впечатляващи за своето време мащаби. Така например общата височина на гротмачтата на флагмана на Нелсън – „Виктори“ – е 67 м (над 20-етажна сграда), а най-дългата рея достига по дължина 30 м, или почти 60 м с опънатите лисел-спиртове. Разбира се всички работи с рангоута и такелажа се извършват изключително на ръка, което изисква огромен – до 1000 души – екипаж.
Дървото за построяването на линейните кораби (обикновено дъб, по-рядко тик или червено дърво) се подбира изключително внимателно, кисне се (уморява се) и се суши в течение на много години, след което щателно се поставя на няколко слоя. Обшивката на борда е двойна – вътре и отвън на шпангоутите. Дебелината само на външната обшивка при някои от линейните кораби достига 60 см при гъндека (при испанския Santisima Trinidad), а общата дебелина на вътрешната и външната – до 37 дюйма (около 95 см). Англичаните строят кораби със сравнително тънка обшивка, но с начесто разположени шпангоути, в района на които общата дебелина на борда при гъндека достига 70 – 90 см плътно дърво. Между шпангоутите сумарната дебелина на борда, образувана само от двата слоя обшивка, е по-малка и достига 2 фута (60 см). Френските линейни кораби за по-голяма скорост се строят с по-редки шпангоути, но с по-дебела обшивка – сумарно до 70 см между шпангоутите.
За защита на подводната част от изгниване и налепи върху нея се налага външна обшивка от тънки планки меко дърво, която регулярно се сменя в процеса на тимберовката в сухия док. Впоследствие на прехода между XVIII – XIX век за същите цели започва да се използва обшивка с мед.
Даже при липсата на истинска желязна броня линейните кораби все пак са до определена степен защитени на определено разстояние от огъня на противника, освен това:
| „                                                      | …дървените ветроходни [линейни] кораби и фрегатите за тогаващните настъпателни средства обладават до голяма степен качеството живучест. Те не са неуязвими, голямо число от гюлетата пронизва техните бордове, но въпреки това недостатъка на неуязвимост се компенсира от тяхната живучест. Повреждането на две-три реи и платна не лишава кораба от способността да се управлява. Повреждането на две-три десетки оръдия не пречи на останалите да продължават артилерийския огън. Най-накрая управлението на съда става само от хора, без посредничеството на парни машини, и няма такива прибори, разбиването или повреждането на които да прави кораба негоден за бой… | “ |
| С. О. Макаров, Рассуждения по вопросам морской тактики | |   |

В боя те обичайно излизат от строя след стрелба по рангоута, с поразяването на екипажа или от пожар, в някои случаи – превземани от абордажната команда след изчерпване на всички възможности за съпротивление, и в резултат на това преминават от ръка на ръка в течение на десетки години, докато не станат жертва на огъня, сухото гниене или бръмбара дървояд. Потопяването на линеен кораб в бой е рядко срещано нещо, тъй като наводняването през разположените обикновено над водолинията сравнително неголеми пробойни от гюлетата е малко, и с наличните помпи на кораба то може да се овладее, а самите пробойни направо по време на боя се запушват отвътре – с дървени тапи, или отвън – с текстилен пластир.
Така например в Хогландското сражение от 1788 г. руският линеен кораб „Владислав“ получава стотици попадения, включая 34 подводни пробойни, в резултат на което се лишава от ход и от способност да продължи боя, но при това уверено стои на вода. В хода на сражението в Наваринския залив от 1827 г. флагманът на руския флот – „Азов“, само в корпуса получава 153 попадения, включая 7 подводни пробойни, но при това даже не губи своята боеспособност, а само няколко дни след боя извършва благополучен преход до Малта.
Именно по тази причина военните кораби дълго време, до самото появяване на металната броня, практически никога не се строят от желязо, което, давайки голяма здравина на корпуса, никак не защитава от гюлетата, които при попадение в железния борд дават множество много опасни осколки с наръбени краища. Впрочем даже първите броненосци имат дебела дървена подложка под бронеплочите, без която корпусът много силно би се повредил от ударното въздействие на снарядите.
Често се казва, че плътните гюлета едва ли не отскачат от дебелите бордове на линейните кораби, но всъщност това не е съвсем така. Англичанинът Дъглас в своя труд по морска артилерия (H. Douglas, A Treatise on Naval Gunnery) дава следната формула за определяне на дебелината на пробиване на дъбов борд от плътно гюле:
{\displaystyle T=4.612\times r\times d\times \log \left(1+{\frac {v^{2}}{1076696}}\right)}
където: T – дълбочина на проникване на гюлето във футове, r – радиус на гюлето във футове, d – плътност на материала на гюлето спрямо водата (плътност на вода се приема за 1), v – скорост на гюлето в момента на удара в борд, във футове за секунда.
На дистанции до 30 ярда (~27 м) даже неголямото по калибър 18-фунтово гюле пробива 32 дюйма дъб, т.е., почти метър – на такова разстояние (по същество, стрелба от упор) и най-дебелият борд не е в състояние да устои под огъня на противника. На 100 ярда (~91,44 м) 24-фунтовото (среден калибър) гюле пробива дъб с дебелина 5 фута и 2 дюйма (~1,57 м) и разбива стоящите за него лафети на оръдията. Но вече на 300 ярда (~274,3 м) даже тежкото гюле с калибър 32 фунта пробива само 4 дюйма дъбова обшивка, засядайки в нея. Така ефективното поражение на голям дървен кораб с плътни гюлета е напълно възможно, но само от близка дистанция – до 100 – 150 м, сравнима с размерите на самите кораби. Това задава много близки дистанции на боя, много по-малки от ефективната далечина на стрелба даже за тогавашните, доста примитивни, гладкостволни оръдия.
В някои случаи артилерията може да поразява линейните кораби на разстояние до 2000 метра. Например по време на морската отбрана на Севастопол, на 5 октомври 1854 г. руската брегова артилерия води продължителна престрелка със съюзната ескадра, състояща се от 30 линейни кораба и парахода. Далечината на действие на огъня на артилерията съставлява от 1000 до 1600 метра. В хода на престрелката голяма част от линейните кораби на съюзниците получават сериозни повреди и излизат от боя. На френския линеен кораб „Шарлеман“ 3 пудова бомба пробива всичките три палуби и разкъсва котел в машинното отделение. Следва да се каже, че основната част от руската брегова артилерия се състои от остарели 12 – 36 фунтови оръдия. Трябва да се отбележи, че в дадения случай става дума за обстрел на корабите с артилерийски бомби с навесен (по парабола) огън с попадения в разбираемо тънката и уязвима палуба, което няма никакво отношение към приведените по-горе данни за пробиването на бордовете с плътни гюлета при стрелба с право мерене по настилна траектория. Сама по себе си навесната стрелба на такава дистанция може да се използва само при неподвижни кораби, което и съответства на описаната ситуация в престрелката със стационарна брегова артилерия, но не се явява типичната картина на морския бой.
Положението на дървените линейни кораби, като основна сила по море, се разклаща вследствие развитието на артилерията, тясно свързано с общия прогрес на технологиите (в частност корабостроителните). Широко използваните от втората четвърт на XIX век тежки бомбични оръдия, стрелящи със запълнени с барут артилерийски бомби и калибър до 68 фунта, даже от дистанция 6,25 кабелтови (над 1 км) с лекота разрушават с ударната вълна на взрива на снарядите всеки един дървен борд, нанасяйки на корпуса на кораба много тежки повреди и предизвиквайки пожари. Ако по-рано артилерията главно поразява екипажа на кораба и рангоута, без да представлява за големия дървен корпус съществена заплаха, то бомбическите оръдия позволяват да се поражава корпусът на дървените кораби с висока ефективност, отправяйки към дъното линейния кораб само с няколко десетки удачни попадения, което за моряците по онова време става истински шок, макар и да не води до незабавен отказ от строителството на дървени кораби.
Окончателно краят на небронирания дървен военен флот слага разпространението на парната тяга, необходимостта от която на пълноценния съвременен боен кораб е в пълна степен осъзната в хода на Кримската кампания. Обаче единично удачно попадение в машинното отделение в параход на най-обикновено гюле с лекота може да го извади от строй, да го обездвижи, напълно да го лиши от възможност да продължава участието си боя. Именно след това на дневен ред е повдигнат въпроса за защита на корабите с метална броня.

### Линейните кораби в Русия
В Русия до Петър I не съществуват линейни кораби, по-рано построените кораби западен образец „Орел“ и „Фредерик“ са фрегата и галера съответно. Първият руски линеен кораб става „Гото Предестинация“. Вече през 1722 г. в състава на руския флот има 36 линейни кораба. Бидейки първоначално копия на западните образци, още към края на управлението на Петър I руските кораби получават собствени черти. Така например те са по-къси и имат по-плитко газене в ущърб на мореходността, но по-добре подхождат отначало за условията на Азовско море, а след това и за условията на Балтика. В проектирането и построяването на корабите взема участие самият император.

## Корабни рангове
Необходимо е да се помни, че ранговата система за своята история претърпява значителни изменения. С усъвършенстването на корабите и ръста на тяхната водоизместимост и броя на корабните оръдия изискванията към минималното въоръжение на кораба за всеки ранг се повишават.
Още през 1604 г. в английския флот е въведено деление на военните кораби на групи (ranks) в зависимост от минималната численост на личния състав, необходим за излизане в морето, съгласно което се определят:
- Royal ships
- Great ships
- Middling ships
- Small ships

В годините на управление на Чарлз I на същите тези категории са присвоени цифрови обозначения – от I до IV, а впоследствие вместо термина Rank започват да използват думата Rate. Също така IV ранг е разбит на три – IV, V и VI.

### Кораб от 1 ранг
Най-големият сред линейните кораби. В различно време и в различните флоти към него се отнасят кораби с от 60 до 130 оръдия. Редица негови представители (HMS Victory, USS Pennsylvania, Santisima Trinidad, Двенадцать Апостолов) и някои по-късни линейни кораби имат 4 дека.

### Кораб от 2 ранг
Двудеков, през XVIII век тридеков линеен кораб. В различно време и в различните флоти към него се отнасят кораби с от 40 до 98 оръдия.

### Кораб от 3 ранг
Двудеков линеен кораб. В различно време и в различните флоти към него се отнасят кораби с от 30 до 84 оръдия.

### Кораб от 4 ранг
Двудеков линеен кораб. В различно време и в различните флоти към него се отнасят кораби с от 20 до 60 оръдия включително.
Корабите от останалите рангове са прекалено слаби, за да се сражават в линията на баталия, това са фрегатите, шлюповете и подобните им леки въоръжени съдове.
След появата на бомбичните оръдия, а още повече – бронята, броят на оръдията престава да определя бойните възможности и в частност огневата мощ на кораба, и използването на старата класификация към новите бойни единици често води до комични ситуации. Например първият английски броненосец – „Уориър“ („Воин“) – попада едва в 4-ти ранг по брой на оръдията и едва благодарение на големия по численост екипаж е преведен в 3-ти. Естествено още тогава е напълно очевидно, че неговата мощ с много превъзхожда всички съвременни му по-рано построени кораби от първи ранг.

## Англо-холандски войни
Англо-холандските войни се отнасят към „преходния“ период в развитието на военноморската тактика. Много от битките преминават при отсъствието на какъвто и да било определен строй и имат вид на единоборство между отделните кораби. Докато в сражението при Хабард (1653 г.) се използва линейната тактика.

## Войната на Аугсбургската лига
В сражението при Бийчи Хед (1690 г.) линията на баталия на англо-холандската флота се състои от 56 линейни кораба, а на френския – от 84. По мащаба си това сражение с много превъзхожда станалата 115 години по-късно знаменита Трафалгарска битка, в която се срещат само 60 кораба от всички страни.

## Седемгодишна война
През XVIII век обликът на линейните кораби се определя и най-голямата роля започва да играе опита на екипажите. Тук лидер е Англия, не само с най-големия си флот, но и постоянно държаща го в морето, което осигурява на английските моряци отличен опит.
Именно този фактор става решаващ в установяването на английското морско господство в Атлантика в хода на Седемгодишната война, когато окомплектованият с технически по-съвършени кораби френски флот губи схватките с по-опитните английски моряци, което води до загубата на френските колонии в Западна Индия и Канада. След това Англия по право носи титлата владетелка на моретата, поддържайки го с т.нар. „двоен стандарт“, т.е. поддържайки такава численост на флота, която позволява да се противодейства на двата следващи по сила флота в света.

## Наполеонови войни
Този път Русия и Англия са съюзници. Съответно на Наполеоновска Франция противостоят наведнъж двете най-силни по онова време морски държави. И ако Руско-австрийската армия търпи поражението при Аустерлиц, то по море британският и руския флотове, обратно, държат една победа след друга. В частност английският под командването на адмирал Нелсън напълно разбива френско-испанския флот при Трафалгар, а руския флот под командването на адмирал Ушаков за първи път в историята на военните флотове превзема крепостта Корфу с щурм от морето при непосредствено участие на бойните кораби на флота. (Дотогава практически винаги военноморската крепост се щурмува само от стоварвания от флотата щурмови десант, а корабите на флотата не участват в атаката към крепостта, само блокирайки крепостта по море.)

## Залезът на ветроходните линейни кораби
Между края на XVIII и средата на XIX век развитието на линейните кораби е практически изключително по екстензивен начин: корабите стават все по-големи и носят по-голям брой по-тежки оръдия, но тяхната конструкция и бойни качества се променят крайно незначително, по същество вече достигнали възможното при наличното ниво на техниката съвършенство. Основните новости в този период се заключават в повишаването нивото на стандартизация и подобряването на отделни елементи в конструкцията на корпуса, а също така – с все по-широкото внедряване на желязото като конструкционен материал.
Така например през 1806 г. Робърт Сепингс вместо традиционната транцева (плоска) предлага по-здравата елиптична кърма, широко внедрявана от него по време на пребиваването му на поста сървейер на Кралския флот в периода 1813 – 1821 г. По негово предложение форщевена и обшивката на носа, по-рано достигащи по височина само до средната палуба, започват да се правят до горната, което осигурява допълнителна защита от гюлетата при надлъжен огън. Също така от 1810-те години, дървените детайли започват да се съединяват с железни ъгли, медни болтове и шпилки, палубните бимсове – да се закрепват към шпангоутите с железни кници вместо с дървени. Върху шпангоутите на набора започват да се полагат дървени диагонални заздравители (пример Архив на оригинала от 2021-08-30 в Wayback Machine.) – ридерси (diagonal riders) и разкосявания. Между начесто разположените шпангоути на набора в района на дъното започват, по цялото протежение на дължината на корпуса, да забиват дървени греди – чаки (запълване на шпациите в трюма), в резултат на което цялата подводна част на кораба се превръща по същество дървен монолит.
През 1821 г. системата на набор на Сепингс в британския флот е сменена от още по-съвършената система на Саймъндс, в която в частност вместо дървените ридерси и разкосявания се използват железни, във вид на наложени върху шпангоутите, пресичащи се едно с друго накръст, ленти желязо, образуващи ред здрави триъгълни ферми. Тази конструкция е по-здрава от сепингсовската и при това по-лека.
През 1820-те години англичаните започват да използват за защита на набора от гниене смола от каменни въглища – отпадъчен продукт при производството на кокс, намерил широко използване в металургията. Продължава разпространението сред океанските кораби на медната обшивка в подводната част на корпуса, предпазваща я от налепите.
Всички тези частни случаи, без да променят кардинално конструкция и без да влияят непосредствено на бойните качества, позволяват съществено да се увеличат размерите на корабите, да се подобрят пропорциите и да се удължават сроковете на тяхната служба.
Междувременно към средата на XIX век ветроходните линейни кораби започват постепенно да сдават своите позиции в качеството си на основна бойна сила на флотовете, в резултат на два независими един от друг процеса (в равна степен обвързани с общия технически прогрес) – усъвършенстването на корабната артилерия и внедряването във флота на парния двигател.
Ако колесните парни фрегати са все още сравнително слаби бойни единици, то появата и разпространението през 1840-те години на винтовия движител, а също и на надеждните и относително мощни нови парни машини води до това, че ветроходните кораби се оказват в много уязвимо положение: независещият от вятъра парен кораб, даже от по-нисък клас, може с лекота да се държи по носа или кърмата на ветроходния си опонент, обръщайки цялата мощ на своята бордова батарея против неговите немногобройни предни или ретирадни оръдия. Параходите също значително по-добре маневрират в условията на ограничена акватория и могат, почти без да губят скорост, да плават срещу вятъра, което за платнохода е невъзможно.
През 1822 г. френският артилерист Пексан предлага нов тип артилерийско оръдие – бомбическото. Това е голямокалибрено оръдие с относително къс ствол, способно да стреля с фугасни снаряди – артилерийски бомби – по настилна траектория. Артилерийските бомби и по-рано се използват в морското дело, но при стрелба с тях от гаубица по навесна траектория и постигането на точни попадения с тях по движещ се кораб е практически невъзможно. Стрелбата с фугасни снаряди от обикновените оръдия също е слабо ефективна – поради малкия калибър техните сравнително леки снаряди нямат достатъчно кинетична енергия за да пробият дебелите дъски на борда. Освен това дълго време не съществуват удобни и надеждно работещи взриватели. Оръдието на Пексан от друга страна стреля с тежки бомби, способни да пробият обшивката и да се взривят вътре в дървените конструкции на кораба, което позволява с огън на дистанция 1000 – 1500 метра да се потопи вражески кораб само с 20 – 25 удачни попадения.
За сравнение при стрелбата с гюлета се поразяват основно рангоута и екипажа, така че за изваждането на голям кораб от строй са необходими огромен брой – стотици и даже хиляди – попадения, което обичайно се удава само с концентрирането в една цел на огъня на няколко равни му кораба. В резултат морските сражения носят продължителен и често нерешителен характер. Появата на бомбическите оръдия променя тази ситуация по най-радикален начин, тъй като техните снаряди са първия за много дълго време тип боеприпаси, позволяващ ефективно да се поразява не екипажът, а самият корпус на кораба на противника, сравнително бързо да се постига изваждането му от строй и даже неговото потопяване. По същество става дума за революция във военното дело, сравнима с прехода от абордажа към артилерийския бой на прехода на XVI – XVII век, така че възникващото сред военните моряци от онези години вследствие на първите опити на удачна бойна употреба на бомбическите оръдия шоково състояние не предизвиква удивление.
Впоследствие такова съотношение на силите между защитата и нападението се съхранява: с изключение на сравнително късите периоди на „победа на бронята над снаряда“, съвременната към дадения момент от време артилерия на определена дистанция напълно ефективно поразява корпуса на кораба и е способна да го отправи към дъното чрез сравнително неголям брой попадения. Обаче възникващото от впечатленията на първото бойно използване на това оръжие с явно преувеличено впечатление за бойната ефективност на артилерийските бомби против дървените кораби се предава от военните историци и се повтаря често и до днес. Всъщност големите дървени кораби напълно преживяват обстрела от бомбични оръдия – например в битката при Лиса австрийският дървен линеен кораб „SMS Kaiser“ издържа доста интензивен обстрел с бомби от пределно къса дистанция и при това не само не е потопен, но, макар и да понася огромни загуби сред екипажа и напълно да се лишава от рангоута си, след боя на свой ход достига мястото си на базиране (и впоследствие е преустроен в панцирен броненосец).
Оръдията на Пексан са приети на въоръжение в края на 1830-те години, и тяхната поява става една от причините за слизането от сцената на големите линейни кораби: тъй като поради значителното тегло на тежките бомбични оръдия те е безопасно да се поставят само на долната оръдейна палуба на линкора, то реалната разлика в огневата мощ между многопалубния линеен кораб и фрегатата с единствената ѝ закрита батарейна палуба практически изчезва. От гледна точка на живучестта линкорът и фрегатата са в равна степен уязвими за бомбите, при това фрегатата може за сметка на по-добрите си обводи да развива по-голяма скорост и струва съществено по-малко, високият корпус на линейния кораб е много удобна мишена за комендорите на противника. Настъпва епохата на огромните фрегати с тежка артилерия: първи започват тяхното строителство американците, но най-големи са британските от типа Mersey – Orlando. Всички те вече имат парни машини и винтов движител. Счита се, че в боя тези кораби ще се държат от противника на максималната възможна дистанция, което трябва да намали тяхната уязвимост за сметка на по-малкия брой попадения – при това тяхната далекобойна и точна артилерия ще им позволява на тази дистанция да „достигнат“ по-лошо въоръжения противник, а високата скорост – да диктуват дистанцията на боя и да държат целта на изгодни за тях курсови ъгли.
При това най-силните морски държави – Британия, Франция и, в по-малка степен, Русия – все още продължават (в значителна степен по инерция) строителството на големи дървени линейни кораби. Още от 1840-те години на ветроходните линкори започват да поставят парни машини – поначало маломощни, само за облекчаване на маневрирането, но след това и все по-силни и по-силни. През 1850 г. Франция извършва следващата стъпка в развитието на своя линеен флот, построявайки 90-оръдейния винтов линкор „Наполеон“, специално проектиран от Дюпюи де Лом като парен кораб. Това е първият боен кораб, разчетен преимуществено за движение под пара, и при това способен да развива много добрия, според мерките на тези години, ход от 12 възела. „Наполеон“ е създаден с разчет на максимална реализация на преимуществата, създавани от използването на парната двигателна установка: за сметка на скоростта си и независимостта от вятъра той винаги може да избяга от съсредоточената атака на ветроходните кораби, а за сметка на маневреността си – да ги атакува откъм уязвимите нос и кърма.
Последният бой между ветроходни флотове и едновременно първото сражение с масовата употреба на бомбически оръдия се състои на 30 ноември 1853 г. между Русия и Турция в Синопския залив на Черно море и завършва с победа на руската ескадра. Обаче в последващото развитие на Кримската война руският Черноморски флот, имащ 14 ветроходни линейни кораба, една парна винтова фрегата и 6 остарели колесни параходофрегати, не може да противостои на англо-френската ескадра, в състава на която има няколко винтови линкора (включая „Наполеон“), винтови фрегати и множество спомагателни параходи. Изоставайки в промишлен план, Руската империя няма не само значителен брой готови винтови линейни кораби и фрегати, но и възможност оперативно да започне тяхното строителство, още повече, че до войната основен доставчик на парни кораби и двигатели за руския флот са същите тези англичани. Съюзниците, бързо осъзнавайки стратегическите и тактическите преимущества на парата, ги реализират в пълна степен: ако през 1853 – 1854 съюзните ескадри в Балтика и в Черно море се състоят както от винтови, така и от ветроходни линкори, то в кампанията от 1855 г. ветроходните линкори на англичаните и французите вече почти не участват, а ако да влизат в бой – то като правило на буксир на параходите, по същество в качеството на плаващи батареи.
Кримската война позволява окончателно да се потвърдят вече направените към това време изводи: първо – критическата уязвимост на дървените кораби от бомбическите оръдия, второ – абсолютната необходимост да има на пълноценния боен кораб парен двигател. И ако с уязвимостта на дървения корпус срещу бомбите някак си е възможно да се смирят, надявайки се на това, че по-тежките и далекобойни оръдия, добрият ход и опитът на екипажа ще позволят да се „надиграе“ противника и да го отправят към дъното по-рано, отколкото той ще успее да нанесе сериозни повреди в отговор – то наличието на небронирания кораб на парна машина го прави крайно уязвим. Единствено удачно попадение на обикновено гюле в котелното или машинното отделение е способно да го извади от строя за целия останал бой. Изход от така създаденото положение е предложената още много преди това защита на кораба с броня от железни плочи, като при нейната изработка се ориентират не към защитата изключително от бомбите (за което е достатъчно само сравнително тънки железни листове), а именно за прикритието на котлите, машините и, в по-малка степен, артилерията от обикновените гюлета.
През 1855 г. Франция построява и успешно използва против руската крепост Кинбурн първите броненосни плаващи батареи – бавни и немореходни, но неуязвими за снарядите. Успехът на този експеримент – особено на фона на тези тежки повреди, които до това получават в аналогичните атаки дървените линкори – водят до това, че Франция през 1857 г. напълно прекратява постройката на дървени линейни кораби, съсредоточавайки се в създаването на защитени с броня фрегати – „броненосци“. Малко по-късно до аналогично решение стигат и англичаните. Останалите в състава на флотовете винтови дървени линкори, много от които са построено, или се преправят на броненосци, за което от тях се режат горните палуби, а на бордовете се поставят железни плочи, или се вадят от състава на флота и служат в качеството на плаващи складове, казарми или учебни кораби. Последните дървени винтови линкори са извадени от състава на британската флота в началото на 1870-те години.